# Altor: The King's Blacksmith
Altor: The King's Blacksmith è l'ottavo album in studio (se consideriamo anche il Best of "Mightiest Hits") del gruppo musicale power metal italiano Kaledon. È uscito sul mercato italiano ed europeo il 23 aprile 2013, tramite l'etichetta Italiana Scarlet Record.
Il disco è stato registrato tra luglio 2012 e febbraio 2013, presso i rinomati Outer Sound Studios di Giuseppe Orlando, batterista dei Novembre e degli Airlines of Terror.
Vede la partecipazione, come special guest sul brano A Dark Prison, di Fabio Lione.
Come singolo del disco è stata scelta la canzone "Childhood", da cui è stato realizzato un video.
Per le riprese del video, i Kaledon si sono avvalsi di "Estremarte Videoproduzioni" di Goffredo Passi.

## Tracce
1. Innocence
2. Childhood
3. Between The Hammer And The Anvil
4. My Personal Hero
5. Lilibeth
6. A New Beginning
7. Kephren
8. Screams InThe Wind
9. A Dark Prison (feat. Fabio Lione)

## Formazione
- Marco Palazzi - voce
- Alex Mele - chitarra
- Tommy Nemesio - chitarra
- Daniele Fuligni - tastiere
- Paolo Lezziroli] - basso
- Luca Marini - batteria

### Ospiti
- Fabio Lione - voce in "A Dark Prison"